# Djamila Celina
Djamila Celina Snelders-Melcherts (Amsterdam, 26 december 1985), beter bekend onder haar artiestennaam Djamila Celina, is een Nederlandse zangeres, diskjockey en influencer. Ze nam deel aan meerdere televisieprogramma's, maar is met name bekend van de serie The Real Housewives of Amsterdam. Ze heeft een felroze haarkleur.

## Levensloop
Djamila's moeder is van Chinees-Surinaamse afkomst, en haar vader is Zwitsers. Doordat haar moeder in de soapserie Onderweg naar Morgen speelde, kwam ze al op jonge leeftijd in aanraking met de amusementswereld. Als danseres zat Djamila tien jaar lang op de dansacademie Lucia Marthas. Na haar danscarrière werd ze model en verscheen ze in verschillende tv-programma's, waaronder Veronica Dance, Bananasplit, Queens of the Jungle, Jouw vrouw, mijn vrouw en Steenrijk, straatarm.
Verder heeft Djamila in het verleden meegedaan aan missverkiezingen en werd ze in 2021 uitgeroepen tot Mrs. Europe.

## Real Housewives of Amsterdam
Djamila werd in het eerste seizoen van The Real Housewives of Amsterdam geïntroduceerd en was het gehele eerste seizoen te zien. Haar tagline is: "Ik woon niet voor niets hartje centrum, want Amsterdam draait om mij". Ze was voor de serie al bevriend met Cherry-Ann Person, die ze kende van de Lucia Marthas Academie. In het eerste seizoen heeft ze veel conflict met Sheila Bergeik en Maria Tailor. Djamila valt op doordat zij over al haar eten Aromat strooit. In januari 2023 kondigt Djamila aan een samenwerking aan te gaan met Knorr, om haar eigen exclusieve roze Aromat te verkopen. Dit verkoopt zij op de Huishoudbeurs en de opbrengsten werden gedoneerd aan de Voedselbank.

## Televisie
| Jaar       | Productie                        | Zender    |
| ---------- | -------------------------------- | --------- |
| 2016       | Queens of the Jungle             | SBS6      |
| 2018       | Jouw vrouw, mijn vrouw           | SBS6      |
| 2019       | Steenrijk, straatarm             | SBS6      |
| 2022–heden | The Real Housewives of Amsterdam | Videoland |
| 2024       | The Real Housewives of Munich    | RTL+      |
| 2024       | Power Couple                     | Videoland |
| 2024       | De Alleskunner VIPS Kerstspecial | SBS6      |

## Discografie
Djamila Celina is ook bekend als DJ. Ze begon in 2011 als DJ en draaide in clubs in onder andere Amsterdam en Ibiza. Djamila is een official Playboy DJ, en verscheen zo ook op de cover van het tijdschrift Playboy. Ze werd in 2015, 2019, 2020 en 2021 verkozen tot World's Most Sexy DJ. Naast het draaien van platen heeft Djamila Celina ook enkele eigen singles uitgebracht. Met haar muziek richt ze zich vooral op de dance en EDM scene.
| Single         | Jaar van verschijnen | Label           | Opmerkingen |
| -------------- | -------------------- | --------------- | --- |
| Is This EDM?   | 2013                 |                 | met 2-Wise |
| Tonight        | 2015                 | Subtone Records | met Franko Ovalles en Beth V. |
| Que Si, Que No | 2020                 | Foxx Records    | |
| Voel 'm Diep   | 2021                 | NRGY Music      | Geschreven door Colin Heikens, Natascha Vergeer en Rutger Kanis. Geproduceerd door Tom Peters                                                                                                  |
| Rich Girl      | 2022                 | BIP Records     | Geschreven door: Andre R. Young, Chantal Kreviazuk, Eve Jeffers, Gwen Stefani, Jerry Bock, Kara DioGuardi, Mark Batson, Mike Elizondo, Sheldon Harnick. Deze versie geproduceerd door Wolffman |
| So in Love     | 2022                 | BIP Records     | met Wolffman |
| Rich           | 2023                 | BIP Records     | |

## Privé
Op 28 augustus 2018 trouwde Djamila met Johannes Snelders. Voor de bruiloft droeg ze dezelfde trouwjurk als Beyoncé. Ze heeft een zoon uit een eerdere relatie.